# Boss Horn
Boss Horn è un album di Blue Mitchell, pubblicato dalla Blue Note Records nel dicembre del 1967. Il disco fu registrato il 17 novembre 1966 al Van Gelder Studio di Englewood Cliffs, New Jersey (Stati Uniti).

## Tracce
Lato A
1. Millie – 6:20 (Duke Pearson)
2. O Mama Enit – 5:30 (Blue Mitchell)
3. I Should Care – 7:30 (Axel Stordahl, Paul Weston, Sammy Cahn)

Lato B
1. Rigor Mortez – 6:20 (Dave Burns)
2. Tones for Joan's Bones – 6:30 (Chick Corea)
3. Straight Up and Down – 6:30 (Chick Corea)

## Musicisti
- Blue Mitchell - tromba
- Julian Priester - trombone
- Jerry Dodgion - sassofono alto, flauto
- Junior Cook - sassofono tenore
- Pepper Adams - sassofono baritono
- Cedar Walton - pianoforte (brani: Millie, O Mama Enit, I Should Care e Rigor Mortez)
- Chick Corea - pianoforte (brani: Tones for Joan's Bones e Straight Up and Down)
- Gene Taylor - contrabbasso
- Mickey Roker - batteria
- Duke Pearson - arrangiamenti